# Transport 3: Todeszone
Transport 3: Todeszone ist ein Science-Fiction-Roman des deutschen Schriftstellers Phillip P. Peterson, der im Jahr 2016 mithilfe der Self-Publishing-Plattform Books on Demand (BoD) veröffentlicht wurde. Der Roman beschreibt die Reise an den Rand eines Transportnetzwerkes einer alten außerirdischen Zivilisation, nachdem sich dort eine Zone des Kontaktabbruches ausbreitet und droht, zwangsläufig jeden Transport in der ganzen Milchstraße unmöglich zu machen. Eine englische Übersetzung von Jenny Piening, betitelt Transport 3: The Zone, erschien am 8. Dezember 2017.

## Handlung
Russell erwacht auf einer Basis auf der Venus, wo inzwischen der einzig verbleibende Transporter im Sonnensystem erreicht und wesentlich besser verstanden wurde. Insbesondere konnten diese dadurch auch blockiert werden. General Morrow und seine Soldaten haben inzwischen die gesamte Kolonie Eridu auf New California besetzt und greifen hart durch, insbesondere soll Russell als Hochverräter erschossen werden ebenso wie weitere sich gegen die Unterdrückung wehrende Kolonisten. Da es keine Reisemöglichkeit von der Venus zurück zur Erde gibt, ist eine Rückkehr jedoch weiterhin ausgeschlossen. Dabei waren die Missionen zur Venus so teuer, dass die Wirtschaft auf der Erde inzwischen massiven Schaden genommen hat. Europa ist dadurch zerfallen und in den Vereinigten Staaten ist das Silicon Valley durch ein Erdbeben zerstört worden. Dennoch kann Russell von Dr. Payne mithilfe der modernen Medizin von seinem Lungenkrebs geheilt werden. General Morrow bietet ihn die Unabhängigkeit von Eridu an, wenn alle Verräter sich erneut als Freiwillige für Versuche mit dem Transporter zur Verfügung stellen. Durch das fortgeschrittene Verständnis wurden Daten von Planeten aus der gesamten Milchstraße erfasst, jedoch wurde dabei eine mysteriöse und sich ausbreitende Todeszone entdeckt. Durch diese bricht der Kontakt zu grob dreihundert Transportern pro Sekunde ab. New California soll in zwei und die Venus in vier Wochen in die Todeszone eintreten. Bei mehreren Experimenten brechen jedoch nicht nur die Kontakte zu den Transportern sofort ab, sondern auch zu den völlig unabhängigen mikroskopischen Wurmlöchern, welche durch das Studium der Transporter inzwischen für die Kommunikation selbst hergestellt werden konnten. Auf einem Doppelplaneten kann dabei durch die Verzögerung sowohl eine starke Explosion als auch die Verschlingung durch ein Schwarzes Loch beobachtet werden. Damit ist klar, dass auch New California und der Venus mit Billionen weiterer Planeten die Zerstörung droht. Russell spricht wieder mit der künstlichen Intelligenz der Transporter, jedoch versichert diese, den Zusammensturz ihrer Wurmlöcher in Schwarzer Löcher nicht selbst zu verursachen und auch kein Protokoll dafür zu haben. Zudem wird erneut bestätigt, dass es neben der Menschheit und den ausgelöschten Erbauern keine weiteren intelligenten Zivilisationen in der Milchstraße gibt und auch keine unbekannten Transporte stattfanden. Russell fällt schließlich auf, dass die künstliche Intelligenz bei Fragen über die Milchstraße womöglich keine mit ihr kollidierenden Zwerggalaxien berücksichtigt. Tatsächlich wird in einer davon eine ähnliche Todeszone vor fünf Millionen Jahren gefunden sowie deren Ursprungsplanet, genannt TZ-1, auf dem womöglich eine feindselige außerirdische Zivilisation lebt. Alle Transporter der alten Todeszone sind jedoch nur deaktiviert und immer noch erreichbar. Völlig unerwartet wird Russell mit den anderen von General Morrow zurück auf New California geschickt, wobei deren Besorgnis über die Zerstörung ihrer Welt und die heimliche Bestätigung durch Dr. Payne letztendlich einen Ansturm auf den Transporter auslöst, welcher aber von General Morrow erwartet wurde. Russell wird gefangen genommen und erfährt, dass von New California aus die Verbindung zum Transporter auf TZ-1 und einem in Kürze in ein Schwarzes Loch eintretenden Transporter, genannt Dante, geplant ist, was alle drei Welten vernichten würde. Bei der Verbindung mit TZ-1 kommt es jedoch nicht zur geplanten Konfrontation mit Außerirdischen. Stattdessen vermutet Russell aufgrund ähnlicher elektromagnetischer Botschaften wie von den Transportern, jedoch gefüllt mit Hass, dass elektromagnetische Stürme und Blitze auf TZ-1 ein extrem langsam denkendes Bewusstsein simulieren, welches ebenfalls mit dessen Transporter kommuniziert, aber es wie einen Virus und nun die Benutzung des Netzwerkes durch die Menschen wie eine Krankheit empfindet. Mit einer Gefangennahme von General Morrow kann die Kontrolle des Vorgangs zur Vernichtung von TZ-1 von New California auf die Venus übertragen werden, deren Basis evakuiert wird. Russell schafft es noch zurück nach New California, während General Morrow zurückbleibt. Zwar gibt es keine direkte Bestätigung über die Vernichtung der Venus, damit des letzten Transporters im Sonnensystem und dadurch dem endgültigen Kontaktverlust zum Rest der Menschheit, aber New California übersteht den vorausberechneten Eintritt in die Todeszone. Ihr Transporter ist nun nutzlos geworden. Mit den neuen Kolonisten soll das Leben dort nun in Frieden wieder aufgenommen werden.

## Kritik
Axel Kruse, ebenfalls deutscher Science-Fiction-Autor, schreibt auf deutsche-science-fiction.de, der Roman „ist spannend geschrieben, die einzelnen Figuren und deren zwischenmenschliche Beziehungen flechten sich gut in den allgemeinen Kontext ein. Ein gelungener Mix!“ Trotzdem heißt es: „Einen Kritikpunkt habe ich dennoch und der wirkt in meinen Augen recht schwer: Der Pathos.“ Es trifft im Roman die „(etwas übertriebene) Freiheitsliebe der Kolonisten“ auf die „unbedingte Befehlstreue der irdischen Söldner“, wobei normale Menschen nach ihm nicht so handeln würden. Axel Krause nennt dabei seinen eigenen Dienst in der Bundeswehr und der Anweisung, einen Befehl zu verweigern, der „mich und viele andere mit Sicherheit durch mein eigenes Handeln umbringen wird, wo doch eine ungefährliche Alternative vorhanden ist und sogar vorgeschlagen wird“. Besonders über den „Pathos der Aufopferung“ heißt es von ihm: „Sorry, aber das stieß mir ganz übel auf.“ Für ihn sei es ein zu oft bedientes „Klischee“ und schädlich, wenn wir im aktuell Diskurs „reden davon, dass das nur mithilfe von Gehirnwäsche möglich ist“. Sei Fazit bleibt jedoch: „Grundsätzlich ein spannendes Buch ohne Logikbrüche.“